# Kanton Grésy-sur-Isère
Kanton Grésy-sur-Isère is een voormalig kanton van het Franse departement Savoie. Kanton Grésy-sur-Isère maakte deel uit van het arrondissement Albertville en telde 7334 inwoners in 1999. Het werd opgeheven bij decreet van 27 februari 2014 met uitwerking op 22 maart 2015. Alle gemeenten werden opgenomen in het nieuwe kanton Albertville-2.

## Gemeenten
Het kanton Grésy-sur-Isère omvatte de volgende gemeenten:
- Bonvillard
- Cléry
- Frontenex
- Grésy-sur-Isère (hoofdplaats)
- Montailleur
- Notre-Dame-des-Millières
- Plancherine
- Sainte-Hélène-sur-Isère
- Saint-Vital
- Tournon
- Verrens-Arvey